# Centroctena rutherfordi
Centroctena rutherfordi là một loài bướm đêm thuộc họ Sphingidae. Nó được tìm thấy ở forests từ Sierra Leone tới Uganda và miền tây Kenya. Nó cũng được tìm thấy ở Usambara area of đông bắc Tanzania.
Chiều dài cánh trước là 30–34 mm.